# Drew Nicholas
Andrew Lawrence Nicholas, detto Drew (Hempstead, 17 maggio 1981), è un ex cestista statunitense, professionista in Europa.

## Carriera
Guardia tiratrice, dopo la high school, con l'Università del Maryland ha contribuito alla conquista del titolo NCAA nel 2002.
Nel 2003 si trasferisce in Italia, disputando dapprima nel campionato di Legadue con il Fabriano Basket, poi approdando nella massima serie con il Basket Livorno l'anno successivo.
Nel 2005 passa alla Benetton Treviso, dove è stato, nella stagione 2005-06, uno degli artefici della conquista dello scudetto per la squadra biancoverde. Ormai consacrato a livello internazionale, nel 2006 firma con gli ambiziosi turchi dell'Efes Pilsen con cui vince la Coppa nazionale nel 2007.
Nel 2008 arriva in Grecia al Panathinaikos, squadra con cui vince per tre volte il Campionato, una volta la Coppa nazionale nel 2009 e due volte l'Eurolega.
Nel luglio 2011 si trasferisce in Italia dove firma per l'Olimpia Milano.
Il 21 febbraio 2012, in seguito al suo scarsissimo rendimento, è stato tagliato dal club milanese.
Il 14 luglio 2013, all'età di 32 anni, annuncia il suo ritiro dall'attività agonistica.

## Statistiche

### College
| Anno       | Squadra            | PG  | PT | MP   | TC%  | 3P%  | TL%  | RP  | AP  | PRP | SP  | PP   |
| ---------- | ------------------ | --- | -- | ---- | ---- | ---- | ---- | --- | --- | --- | --- | ---- |
| 1999-2000  | Maryland Terrapins | 35  | 0  | 15,8 | 42,1 | 33,7 | 62,1 | 1,1 | 1,4 | 0,5 | 0,1 | 5,1  |
| 2000-2001  | Maryland Terrapins | 36  | 0  | 16,6 | 49,4 | 42,0 | 70,2 | 1,6 | 2,4 | 0,6 | 0,1 | 6,6  |
| 2001-2002† | Maryland Terrapins | 36  | 1  | 20,5 | 47,7 | 39,6 | 80,3 | 2,3 | 2,4 | 0,4 | 0,3 | 7,1  |
| 2002-2003  | Maryland Terrapins | 31  | 31 | 31,7 | 44,0 | 41,0 | 85,2 | 3,8 | 2,7 | 1,2 | 0,4 | 17,8 |
| Carriera   | Carriera           | 138 | 32 | 20,8 | 45,4 | 39,4 | 79,1 | 2,1 | 2,2 | 0,7 | 0,2 | 8,8  |

### Eurolega
| Anno       | Squadra        | PG  | PT | MP   | TC%  | 3P%  | TL%  | RP  | AP  | PRP | SP  | PP    |
| ---------- | -------------- | --- | -- | ---- | ---- | ---- | ---- | --- | --- | --- | --- | ----- |
| 2005-2006  | Pall. Treviso  | 20  | 17 | 33,8 | 47,9 | 45,7 | 82,7 | 2,8 | 2,7 | 1,0 | 0,0 | 18,4* |
| 2006-2007  | Anadolu Efes   | 20  | 20 | 34,3 | 42,9 | 40,0 | 72,6 | 2,6 | 3,8 | 0,8 | 0,2 | 14,0  |
| 2007-2008  | Anadolu Efes   | 14  | 12 | 32,5 | 43,0 | 35,3 | 72,9 | 3,0 | 2,9 | 1,0 | 0,1 | 16,5  |
| 2008-2009† | Panathīnaïkos  | 22  | 16 | 23,5 | 42,9 | 40,8 | 61,5 | 1,3 | 1,2 | 1,0 | 0,1 | 8,3   |
| 2009-2010  | Panathīnaïkos  | 16  | 15 | 27,7 | 43,3 | 41,0 | 66,7 | 1,8 | 2,2 | 0,9 | 0,2 | 10,5  |
| 2010-2011† | Panathīnaïkos  | 20  | 6  | 23,0 | 42,6 | 41,5 | 60,0 | 1,2 | 1,7 | 0,4 | 0,0 | 9,8   |
| 2011-2012  | Olimpia Milano | 14  | 8  | 26,4 | 30,3 | 29,7 | 62,5 | 2,6 | 1,7 | 0,5 | 0,2 | 7,4   |
| 2012-2013  | CSKA Mosca     | 4   | 1  | 15,0 | 6,7  | 0,0  | -    | 0,5 | 0,8 | 0,0 | 0,0 | 0,5   |
| Carriera   | Carriera       | 130 | 95 | 28,2 | 42,2 | 39,1 | 73,7 | 2,0 | 2,3 | 0,8 | 0,1 | 11,8  |

## Palmarès

### Squadra
- Campionato NCAA: 1

Maryland Terrapins: 2002
- Campionato italiano: 1

Pall. Treviso: 2005-06
- Campionato greco: 3

Panathinaikos: 2008-09, 2009-10, 2010-11
- Coppa di Turchia: 1

Efes Pilsen: 2006-07
- Coppa di Grecia: 1

Panathinaikos: 2008-09
- Eurolega: 2

Panathinaikos: 2008-09, 2010-11

### Individuale
- Alphonso Ford Trophy: 1

Pall. Treviso: 2005-06